# Uroleucon himachali
Uroleucon himachali är en insektsart. Uroleucon himachali ingår i släktet Uroleucon och familjen långrörsbladlöss. Inga underarter finns listade i Catalogue of Life.